# Hôtel de ville de Tizi Ouzou
L'Hôtel de ville de Tizi Ouzou lieu-dit, Ancienne Mairie et Musée de la ville de Tizi Ouzou, est un ancien édifice colonial, situé au centre-ville de Tizi Ouzou, construit par les Français en 1895 et  inauguré le 31 mai 1896.
L'édifice présente une valeur architecturale et historique, étant le siège de la municipalité de Tizi Ouzou durant l'époque coloniale. Réhabilité en 2012, l'Hôtel accueille les activités et les manifestations à caractère social, politique et culturel.